# 鯨魚座ξ
鯨魚座ξ，又名BD+08 345，HD 13611、SAO 110408、HR 649，是鯨魚座的一颗恒星，视星等为4.37，位于銀經154.55，銀緯-48.95，其B1900.0坐标为赤經2h 7m 41.9s，赤緯+8° -48.95′ 40″。